# Glagolitische Allee
Die Glagolitische Allee (kroatisch Aleja glagoljaša) im Nordwesten Kroatiens (Istrien) führt über sechs Kilometer von Roč nach Hum. Entlang der Strecke erinnern Denkmäler an elf wichtige Stationen in der historischen Entwicklung der ältesten slawischen Schrift Glagoliza.

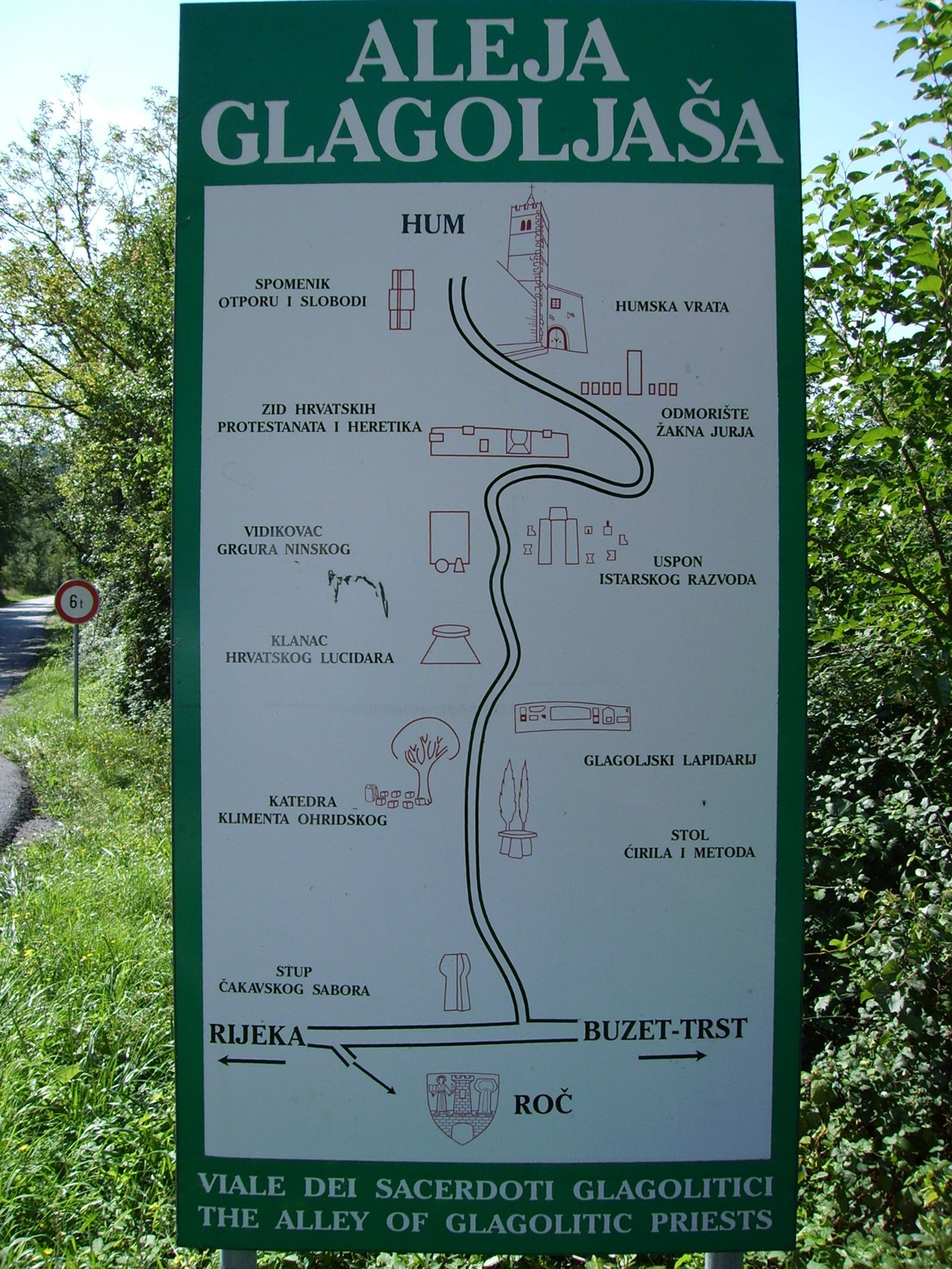
Wegweiser am Beginn der Glagolitischen Allee bei Roč

## Geschichte
Das Projekt wurde 1976 auf Initiative der istrischen Kulturveranstaltung Čakavski sabor nach dem Konzept der Schriftsteller Zvane Črnja (1920–1991) und Josip Bratulić (* 1939) realisiert. Die Steinskulpturen der Stationen wurden zwischen den Jahren 1977 und 1983 vom Bildhauer Želimir Janeš (1916–1996) geschaffen.

## Stationen

### Säule der Čakavischen Volksversammlung

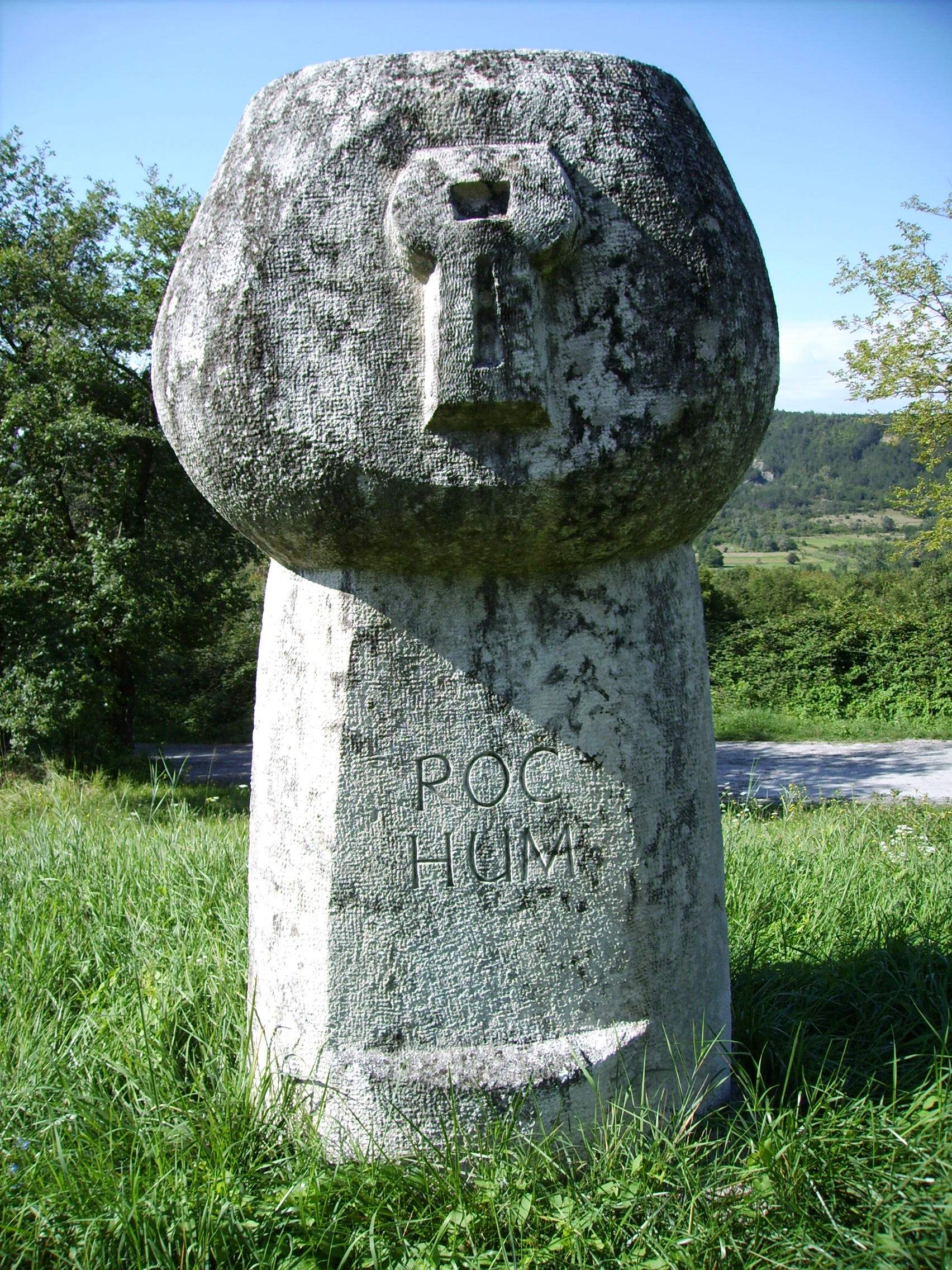
Säule der Čakavischen Volksversammlung

Die Säule der Čakavischen Volksversammlung (Stup Čakavskog sabora) ist eine zwei Meter hohe Steinsäule in Form des glagolitischen Buchstabens „S“. Dieser wird altslawisch „Slovo“ genannt und steht für Vernunft und Verstand. Auf ihr finden sich die Namen der Städte "ROC" und "HUM" und die Worte ALEIA GLAGOL AŠA. Auf der davor aufgestellten Metalltafel findet sich der folgende Text:
STUP ČAKAVSKOG SABORA

OBLIKOVAN KAO GLAGOLIJSKO ›S‹

‚SLOVO‘-ŠTO ZNAČI

 RAZUM, UM, RAZLOG, POČELO.

### Tisch des Kyrill und Method

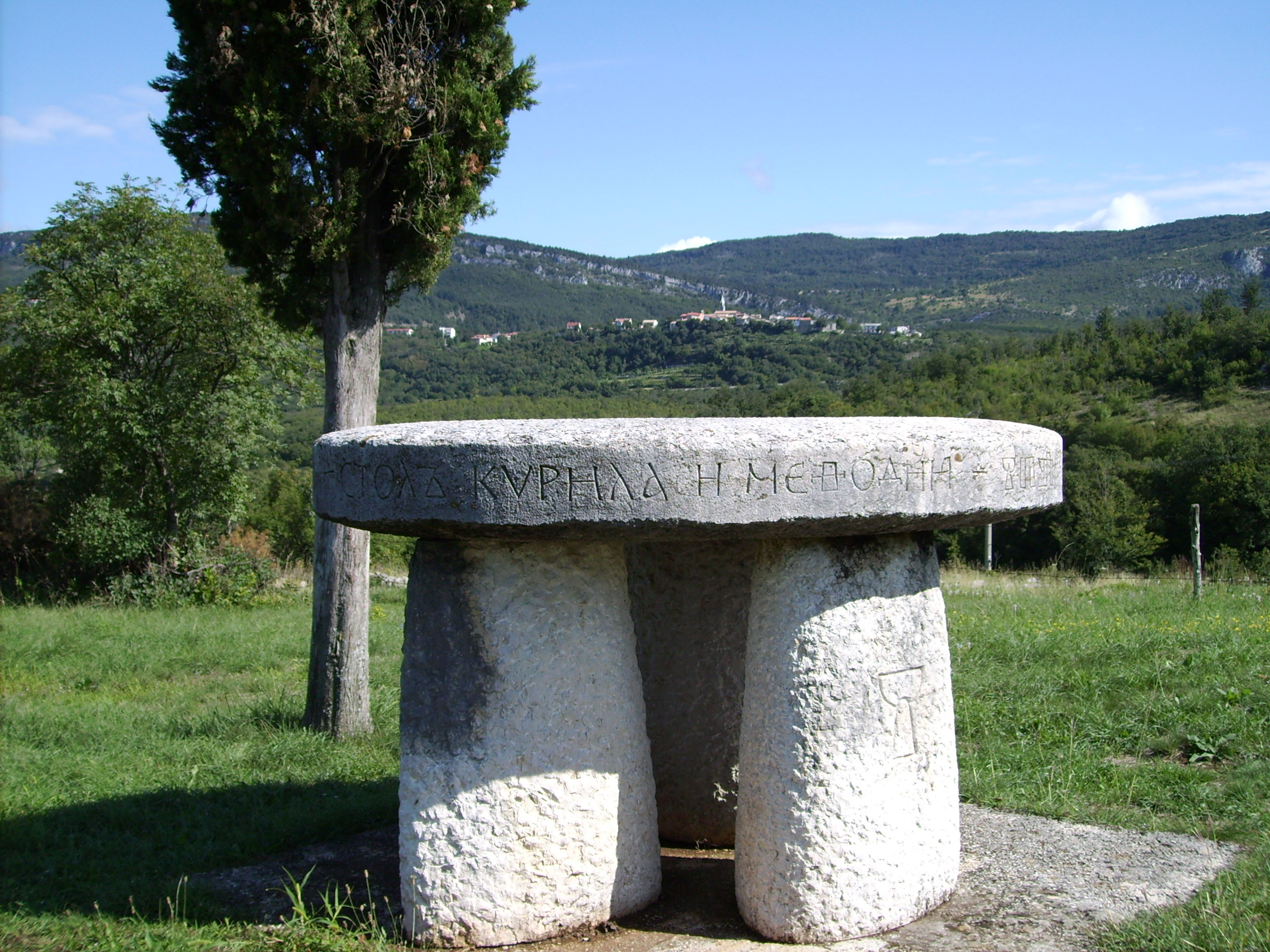
Tisch des Kyrill und Method

Der Tisch des Kyrill und Method (Stol Ćirila i Metoda) ist ein runder dreibeiniger Tisch, in den in lateinischer, kyrillischer, und glagolitischer Schrift die Worte STOL KIRILA I METODIJA eingemeißelt ist. Neben dem Tisch wurden zwei Zypressen eingepflanzt, die die zwei Heiligen Brüder Kyrill und Method von Saloniki symbolisieren. Seit dem Jahr 2006 steht nur noch einer dieser Bäume. Auf der davor aufgestellten Metalltafel findet sich der Text
STOL ĆIRILA I METODIJA 

BAŠTINA ĆIRILA I METODIJA 

PISMO, JEZIK, KNJIŽEVNOST 

BILI SU DUHOVNA 

HRANA SVIH SLAVENA.

### Sitz des Kliment von Ohrid

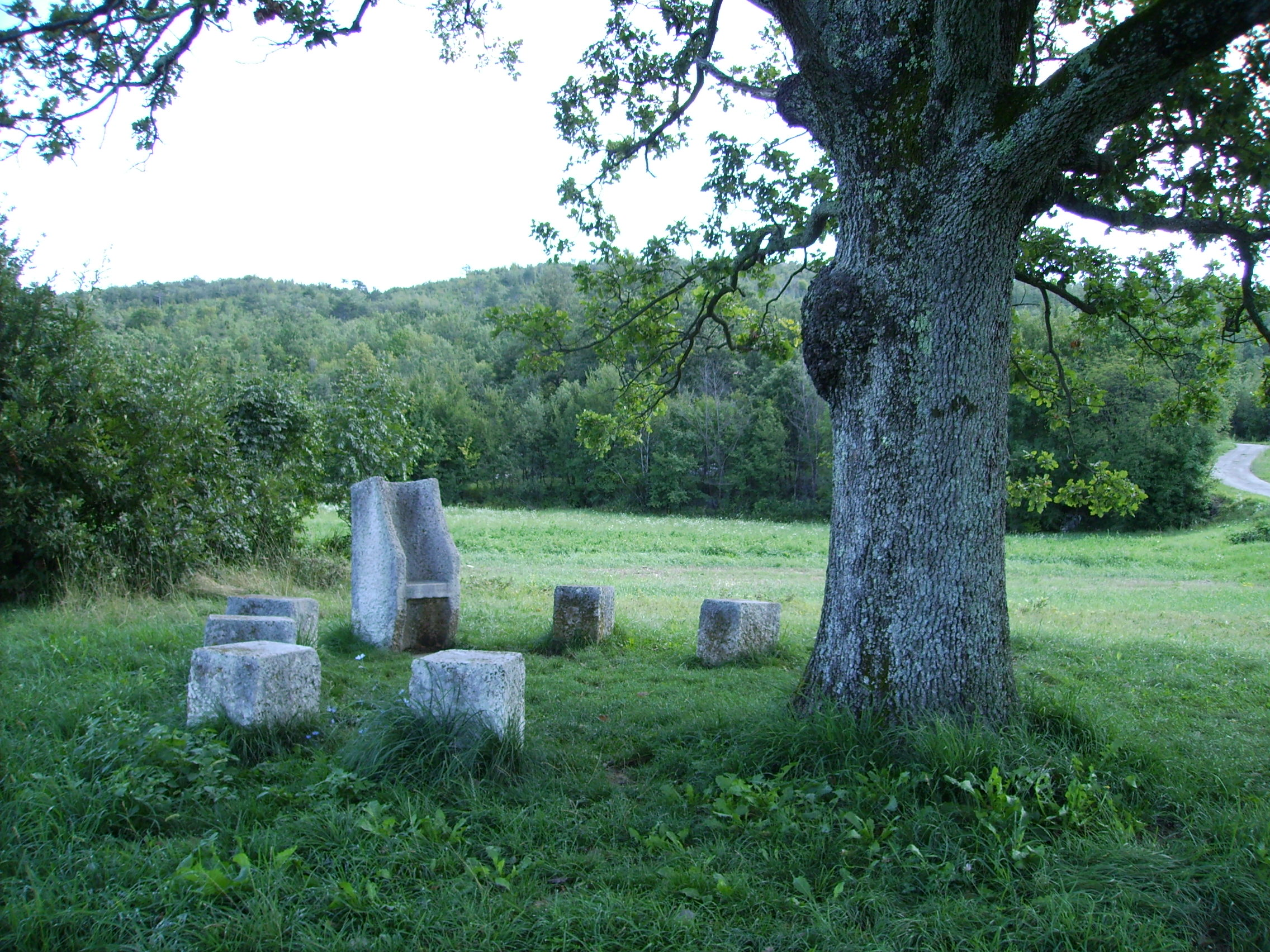
Sitz des Kliment von Ohrid

Als Sitz des Kliment von Ohrid (Katedra klimenta ohridskog) wurde ein Katheder mit acht als Sitzen fungierenden Steinblöcken, im Kreis angeordnet, symbolisieren die erste slawische Schule. Sie wurde von Kliment, Schüler der Heiligen Brüder, in Ohrid gründet. Die Skulptur steht unter einer Eiche, die etwa 2013 durch eine Neupflanzung ersetzt wurde. Auf der Stirn der Sitzfläche findet sich eine Inschrift mit glagolitischen Buchstaben. Auf einem erklärenden Stein steht der Text
SIJELO KLIMENTA OHRIDSKOGA 

SIJELO, KATEDRA. 

KAO SREDIŠTE PRVOGA 

SLAVENSKOG SVEUČILIŠTA.

### Glagolitisches Lapidarium

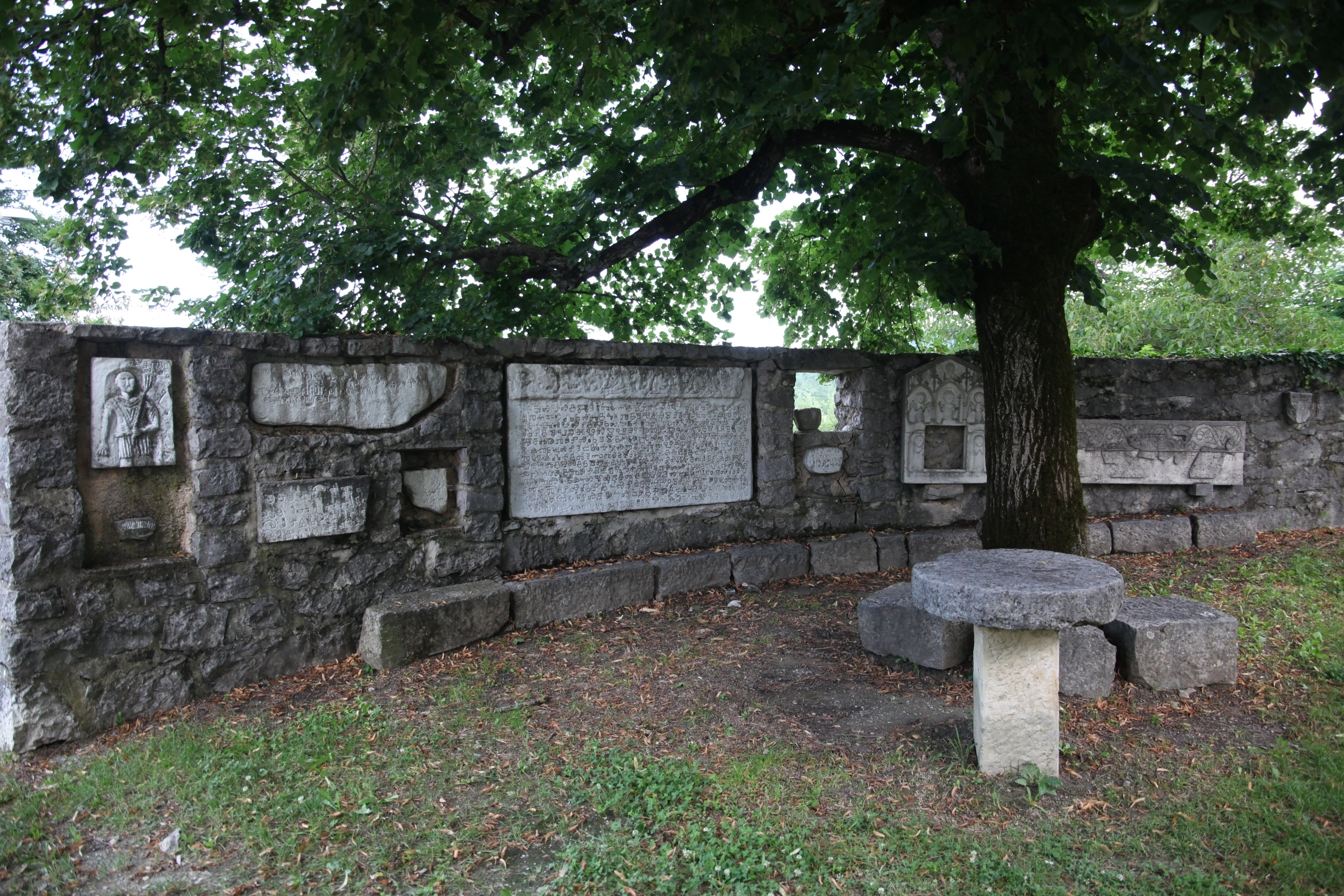
Glagolitisches Lapidarium

Im Dorf Brnobići wurde neben der Kirche das sogenannte Glagolitische Lapidarium (Glagoljski Lapidarij) eingerichtet. An der Mauer, die den Platz umgibt, wurden Kopien bedeutender glagolitischer Denkmäler angebracht: eine Rekonstruktion der Tafel von Baška, die Tafel von Plomin, die Tafel von Valun, die Inschrift von Krk und weitere.

### Schlucht der kroatischen Luzidar

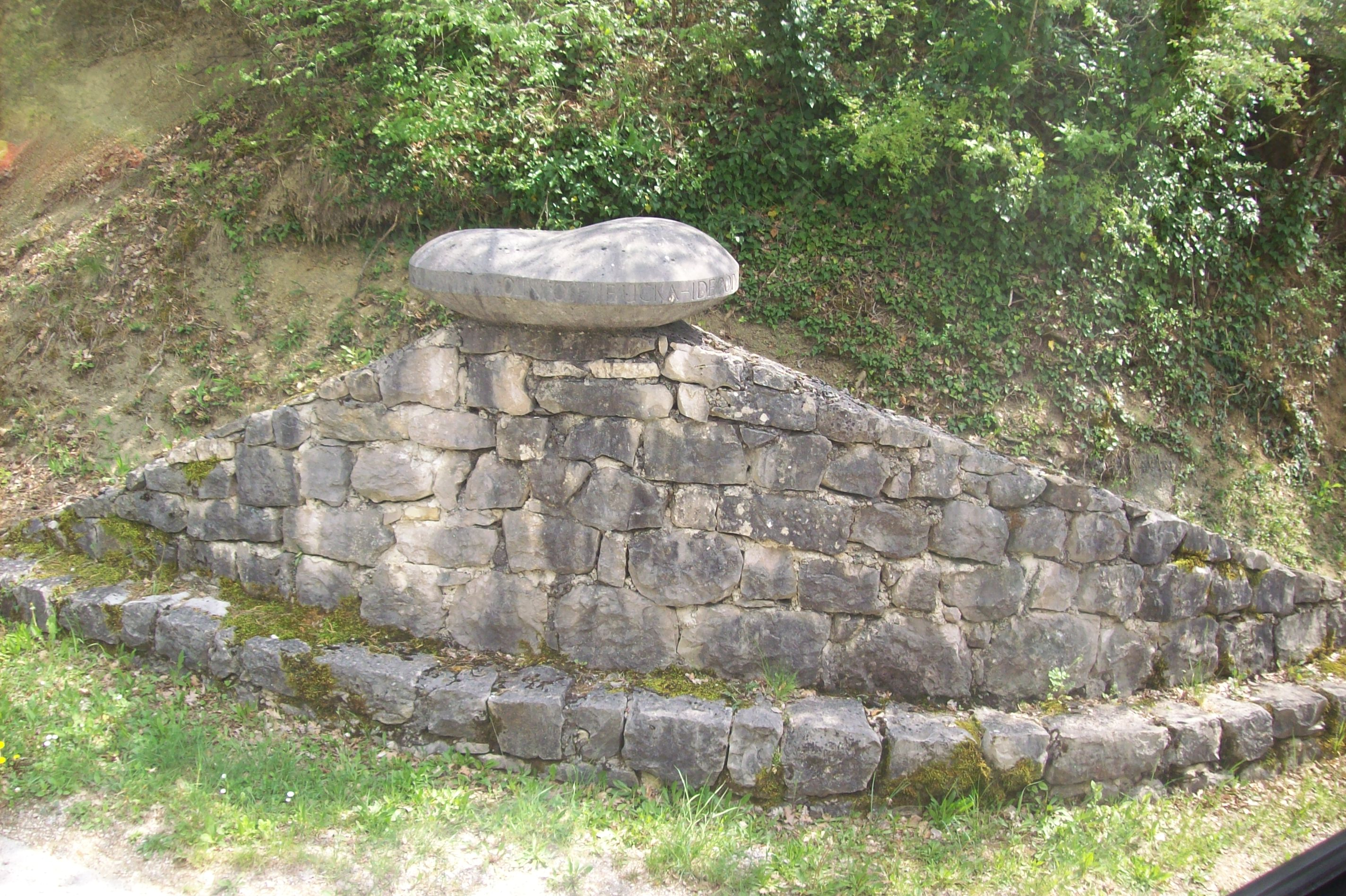
Schlucht der kroatischen Luzidar

In der Schlucht der kroatischen Luzidar (Klanac hrvatskog Lucidara) am Fuße des Dorfs Brnobići steht eine Mauer in Form eines Bergs. Sie symbolisiert den Berg Učka. Auf dem Gipfel des Bergs stellt ein geformter Stein eine Wolke über seinem Gipfel dar. Dieses Denkmal ist der kroatischen Luzidar gewidmet, einer mittelalterlichen Enzyklopädie, die die glagolitischen Priester verwendet haben. In der steinernen Wolke steht geschrieben: ZOVET SE ISTRIJA – OLINFOS – JE UČKA – IDE POD OBLAKI (übersetzt „Hier gibt es ein Land mit dem Namen Istrien. Und in diesem Land gibt es ein Gebirge, im Lateinischen heißt es Olinfos, und hier heißt es Učka. Und seine Spitze berührt die Wolken.“) Ein am Denkmal beiliegender Stein enthält die Inschrift 
KLANAC HRVATSKOG LUCIDARA

LUCIDAR JE 

SREDNJOV JEKOVNA 

ENCIKLOPEDIJA 

HRVATSKI LUCIDAR 

PRIREDEN JE U ISTRI

### Aussichtspunkt des Gregor von Nin

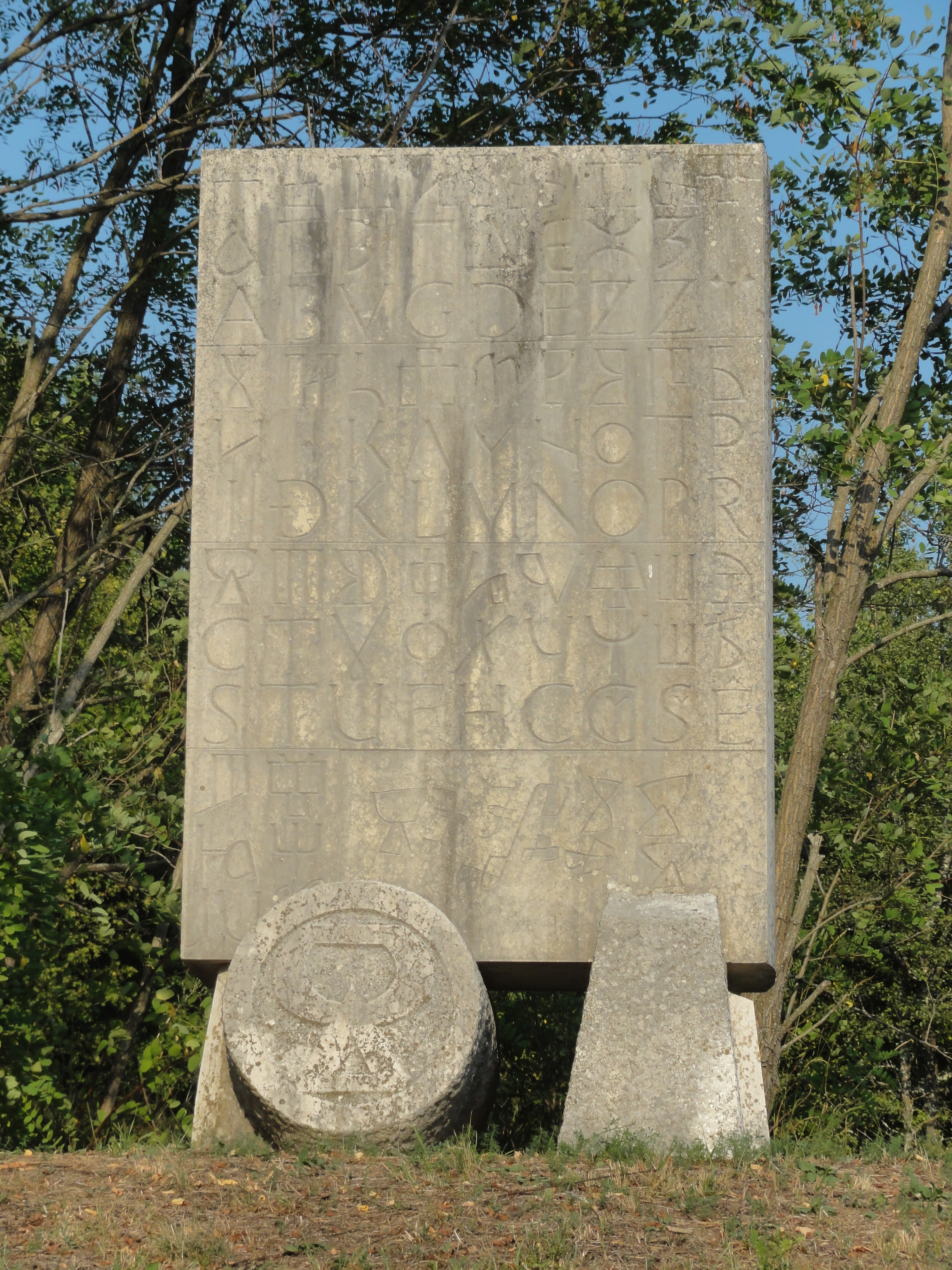
Aussichtspunkt des Gregor von Nin

Am Aussichtspunkt des Gregor von Nin (Vidikovac Grgura Ninskog) ist in einen Steinblock in Form eines Buches, dass Alphabet in lateinischer, kyrillischer und glagolitischer Schrift eingemeißelt. Er erinnert an den kroatischen Bischof Gregor von Nin, der während der kroatischen nationalen Dynastie im 10. Jahrhundert für das Recht seiner nationalen Kirche kämpfte. Im 19. Jahrhundert wurde Gregor zum Symbol des Widerstandes gegen die Einmischung aus Wien und Rom. Auf einer davor eingelassenen Metallplatte findet sich die Aufschrift 
VIDIKOVAC GRGURA NINSKOGA 

PISMA GLAGOLJICA CIRILICA I LATINICA 

OTKRIVALA SU I ŠIRILA OBZORE 

KULTURE I CIVILIZACIJE

### Aufstieg des Istrischen Gesetzbuches

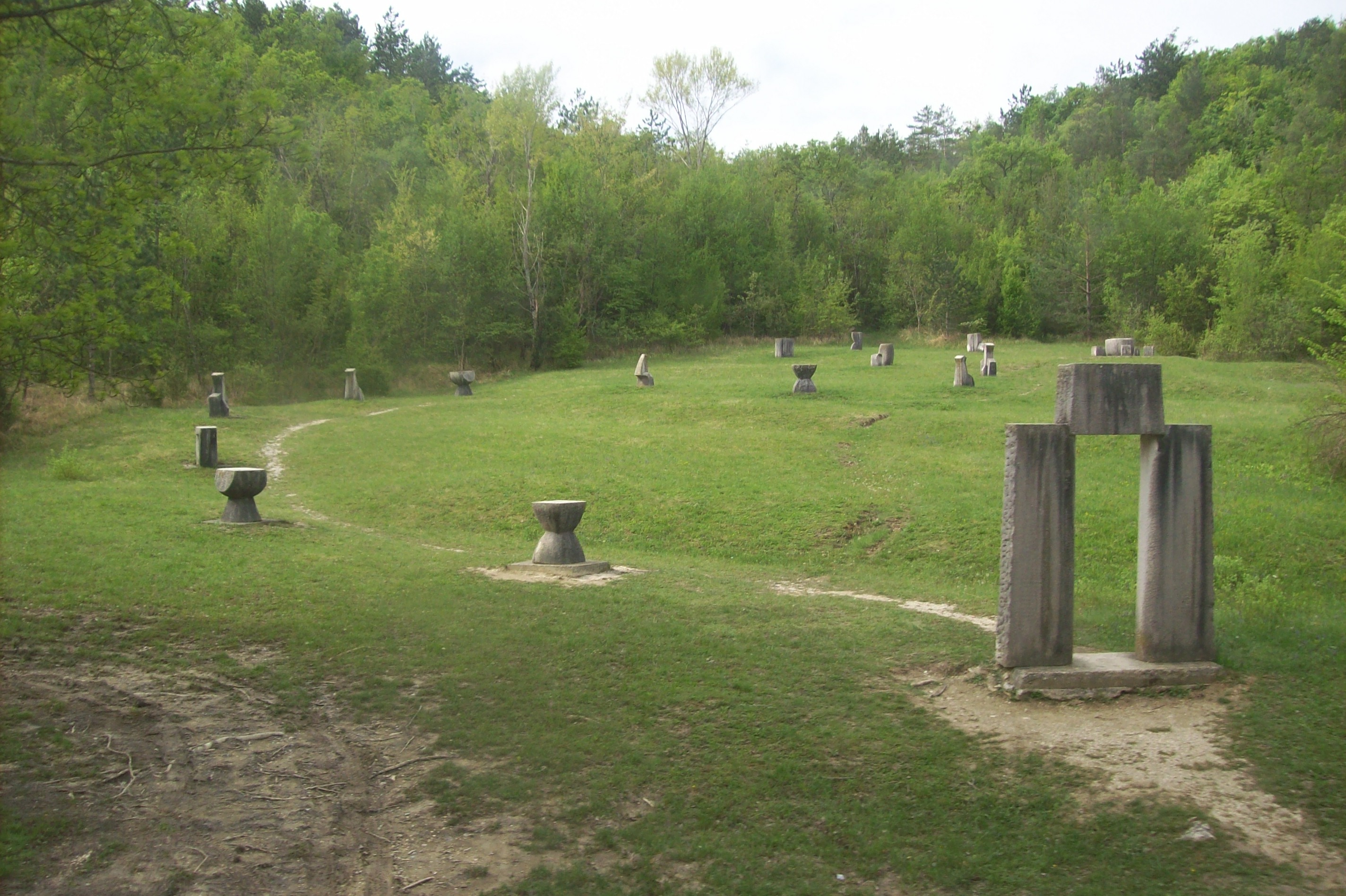
Aufstieg des Istrischen Gesetzbuches

Aufstieg des Istrischen Gesetzbuches (Uspon istarskog razvoda) wird durch ein Steintor in Form des glagolitischen Buchstabens „L“ dargestellt, mit dem ein leicht ansteigender Pfad beginnt. Ihm entlang bilden Steinskulpturen das Wort ISTARSKI RAZVOD, das Istrische Gesetzbuch aus dem Jahr 1275 Die Buchstaben sind bodenständigen Gegenständen nachempfunden, wie z. B. einem Korb, einem Backofen oder einer kleinen Kirche. Der Weg endet bei einem runden Tisch, auf dem ein  Mühle-Spielfeld eingemeißelt ist.

### Mauer der kroatischen Protestanten und Häretiker

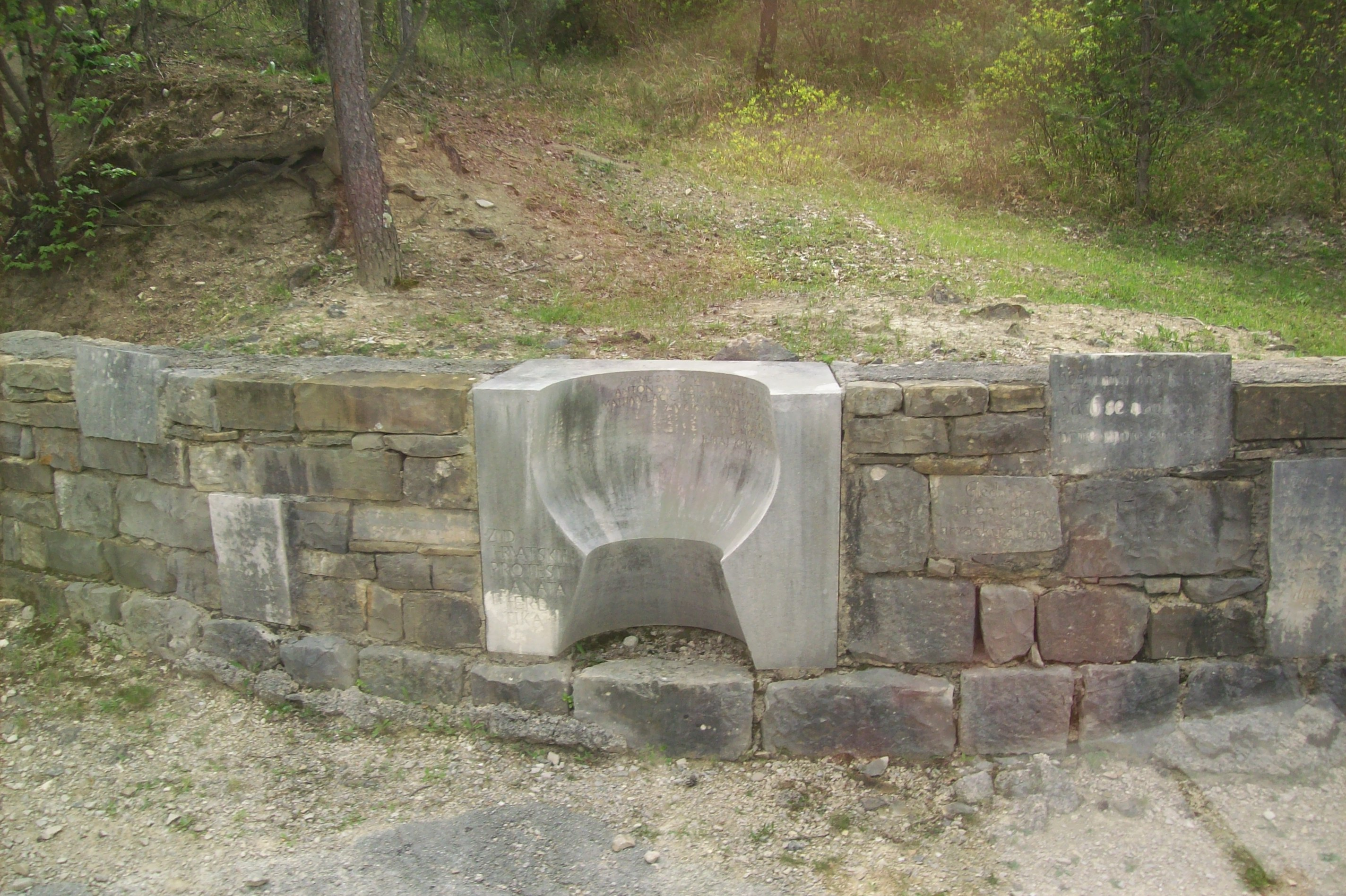
Mauer der kroatischen Protestanten und Häretiker

Die Mauer der kroatischen Protestanten und Häretiker (Zid hrvatskih protestanata i heretika) ist eine landestypische Trockenmauer. Als Vertiefung ist der glagolitische Buchstabe „S“ in Form einer Sanduhr eingelassen, auf der die Namen kroatischer Protestanten und Häretiker eingemeißelt sind. Auf Platten an der Mauer stehen Auszüge protestantischer Bücher.

### Rast des Žakan Juri

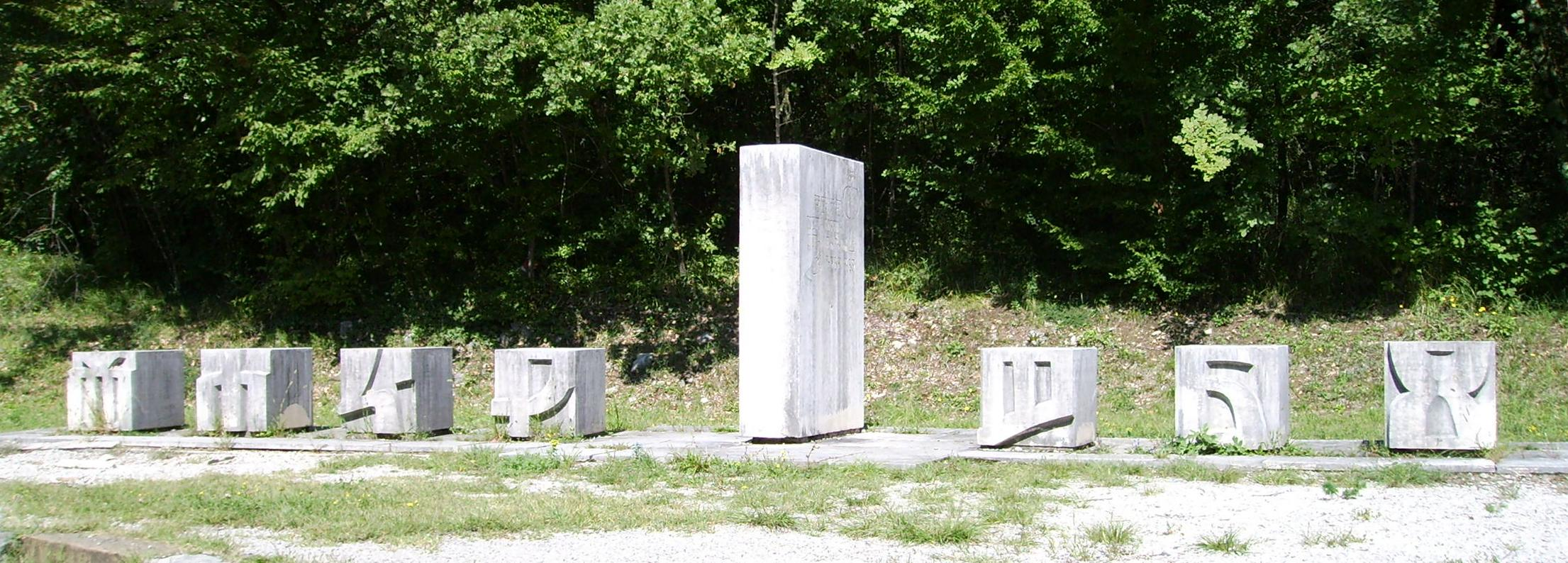
Rastplatz des Žakan Juri

Bei dem Denkmal Rast des Žakan Juri (Odmorište Žakna Jurja) steht in der Mitte ein großer Steinblock, der ein Buch symbolisiert. Darauf steht eingemeißelt: 

„Vita, vita. Štampa naša gori gre. Tako ja oču da naša gori gre, 1482. miseca ijuna 26. dni to be pisano v grade Izule. To pisa Juri Žakan iz Roča. Bog mu pomagai i vsem ki mu dobro ote“

Dies ist eine Anmerkung des Žakan Juri aus Roč, in der er das Erscheinen des ersten gedruckten kroatischen Buches ankündigt. Es war ein Messbuch aus dem Jahr 1483. Um den Steinblock herum bilden sieben Steinbuchstaben den Namen Žakan Juri.

### Denkmal für Widerstand und Freiheit
Vor dem Eingang der Stadt Hum steht das Denkmal für Widerstand und Freiheit (Spomenik otporu i slobodi), eine Skulptur aus drei aufeinandergesetzten Steinwürfeln, die die drei historischen Epochen Altertum, Mittelalter und Neuzeit symbolisieren. Jeder Würfel ist in der für ihn passenden Schrift versehen: Lateinisch für das Altertum, Glagolitisch für das Mittelalter, die Neuzeit wird durch ein Lied der istrischen nationalen Wiedergeburt symbolisiert. Alle drei Würfel zusammen stehen für den jahrhundertealten Widerstand gegen Gewalt und Zerstörung, und den Wunsch nach Frieden und Freiheit.

### Stadttor von Hum

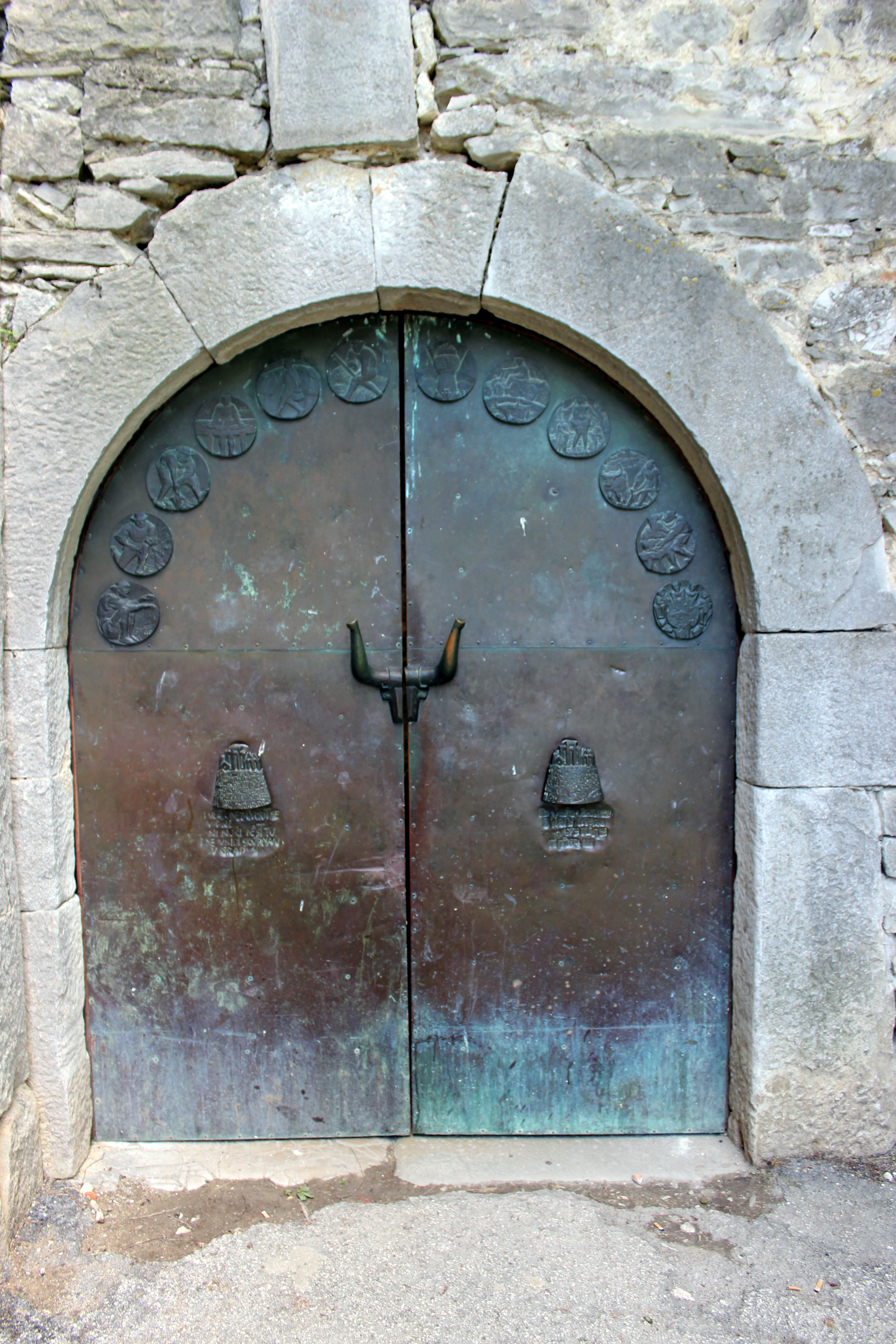
Stadttor von Hum

Das Stadttor von Hum (Humska vrata) ist ein zweiflügeliges mit Kupfer beschlagenes Tor. Es ist mit zwölf Medaillons geschmückt, die jeweils einen Monat im Leben in Haus und Hof darstellen. An den zwei Türklopfern sind glagolitische Inschriften angebracht, die Besucher in der Stadt willkommen heißen, aber auch jedem drohen, der mit schlechten Absichten eintreten will. Die Türgriffe bilden zwei Ochsenhörner, die Symbol des Alltags der Bauern der Region sind.

## Weitere glagolitische Projekte
Auf der kroatischen Insel Krk gibt es in Baška mit dem Glagolitischen Pfad ein vergleichbares Projekt. Der Pfad besteht aus Steindenkmälern, die an verschiedenen Stellen von Baška und Umgebung anzutreffen sind.